# Susan Kohner
Susan Kohner, född 11 november 1936 i Los Angeles, Kalifornien, är en amerikansk skådespelerska.

## Utmärkelser
Kohner vann ett Golden Globe Award för bästa kvinnliga biroll för Den stora lögnen 1960.

## Roller i urval
- 1955 – Åter från helvetet
- 1956 – Jagad
- 1959 – Den stora lögnen
- 1959 – The Gene Krupa Story
- 1960 – De unga kannibalerna
- 1961 – Besatt av kärlek
- 1962 – Det fördolda
- 1964 – Prärie (TV-serie) (1 avsnitt)